# Qeqertaq (Maniitsoq)
Qeqertaq [qɜˈqɜtːɑq] (nach alter Rechtschreibung K'eĸertaĸ; auch Qeqertarmiut) ist eine wüst gefallene grönländische Siedlung im Distrikt Maniitsoq in der Qeqqata Kommunia.

## Lage
Qeqertaq liegt auf einer kleinen gleichnamigen Insel direkt südöstlich der Insel Sermersuut (Hamborgerland) am Sund Ammaqqoq. 15 km südlich befindet sich Maniitsoq.

## Geschichte
Qeqertaq wurde 1917 von Personen gegründet, die aus Maniitsoq ausgezogen waren. Der Wohnplatz gehörte zur Gemeinde Sukkertoppen. 1918 wurden 13 Bewohner in einem einzelnen Haus gezählt. Unter ihnen waren zwei Jäger und ein Fischer. Sie lebten im Winter von der Robben- und Vogeljagd und im Sommer von Lachsfang und Rentierjagd. 1927 wurde der Wohnplatz wieder aufgegeben.